# María Duval
María Duval, nome d'arte di María Mogilesky (Bahía Blanca, 17 maggio 1926 – Buenos Aires, 10 maggio 2022), è stata un'attrice argentina.

## Biografia
María Duval, nata María Mogilesky, nacque a Bahía Blanca il 17 maggio del 1926.
Vinse un concorso di lettura indetto dal Teatro Municipale. Successivamente, lasciò la sua città natale e si recò a Buenos Aires per partecipare a un concorso al fine di far parte del cast di Canción de cuna.
Nel 1942 girò sei film, tra cui Su primer baile e La novia de primavera. Tuttavia, alcuni di essi, come Los chicos crecen, vennero eseguiti l'anno successivo.
Recitò con Ángel Magaña in Cuando florezca el naranjo. Nel 1945 diresse il cast femminile con Elina Colomer nel film Besos perdidos e nel 1946 interpretò Ana Luisa de la Fuente in Las tres ratas, dove formò un trio di successo con Amelia Bence e Mecha Ortiz.
Lavorò con Roberto Airaldi e con Narciso Ibáñez Menta, e venne paragonata all'attrice canadese Deanna Durbin.
Inoltre, lavorò nel 1944 anche nel teatro, portando in scena il pezzo No es cosa para chicas, insieme a Osvaldo Miranda, esibendosi non solo a Buenos Aires, ma anche a Montevideo, in Uruguay.
Alla fine del 1947 diventò una delle attrici più rappresentative degli anni '40, e nel 1948 svolse uno dei suoi ruoli più importanti nella pellicola Storia di una donna perduta. Entrò poi a far parte in El extraño caso de la mujer asesinada. Sempre nel 1948 si sposò con José Grosman, e poco dopo si ritirò dallo spettacolo.
Morì nella sua casa nel quartiere Belgrano di Buenos Aires, il 10 maggio del 2022, poco prima di compiere 96 anni.

## Filmografia

### Cinema
- El hermano José, regia di Antonio Momplet (1941)
- Canción de cuna, regia di Gregorio Martínez Sierra (1941)
- Cada hogar, un mundo, regia di Carlos F. Borcosque (1942)
- Su primer baile, regia di Ernesto Arancibia (1942)
- Los chicos crecen, regia di Carlos Hugo Christensen (1942)
- Incertidumbre, regia di Carlos F. Borcosque (1942)
- Ceniza al viento, regia di Luis Saslavsky (1942)
- La novia de primavera, regia di Carlos Hugo Christensen (1942)
- Cuando florezca el naranjo, regia di Alberto de Zavalía (1943)
- Casi un sueño, regia di Tito Davison (1943)
- Dieciséis años, regia di Carlos Hugo Christensen (1943)
- Valle negro, regia di Carlos F. Borcosque (1943)
- Besos perdidos, regia di Mario Soffici (1945)
- La honra de los hombres, regia di Carlos Schlieper (1946)
- Las tres ratas, regia di Carlos Schlieper (1946)
- Milagro de amor, regia di Francisco Mugica (1946)
- La senda oscura, regia di Luis Moglia Barth (1947)
- Storia di una donna perduta (Historia de una mala mujer), regia di Luis Saslavsky (1948)
- La serpiente de cascabel, regia di Carlos Schlieper (1948)
- Cita en las estrellas, regia di Carlos Schlieper (1949)

- El extraño caso de la mujer asesinada, regia di Boris H. Hardy (1949)

### Teatro
- No es cosa para Chicas (1944)